# 乔治亚海峡
乔治亚海峡（英語：Strait of Georgia）位于加拿大卑詩省本土与温哥华岛之间，长度约为240公里，宽度从20公里至58公里不等。
乔治亚海峡南方是圣胡安群岛，北方是發現群島。乔治亚海峡通过哈罗海峡（Haro Strait）和罗萨里奥海峡（Rosario Strait）与南方的胡安·德富卡海峡相连，通过發現水道与北方的约翰斯通海峡（Johnstone Strait）相连。根据美国地质调查局定义，乔治亚海峡的南面分界線从萨图纳岛（Saturna Island）东端至帕托斯岛（Patos Island）、苏西亚岛（Sucia Island）、马蒂亚岛（Matia Island）和卢米岛（Lummi Island）一端。
1. ↑  Environmental History and Features of Puget Sound 的存檔，存档日期2009-05-13., NOAA-NWFSC